# Palthis eubaealis
Palthis eubaealis là một loài bướm đêm trong họ Noctuidae.